# 페블베드 원자로

페블베드 원자로의 스케치.

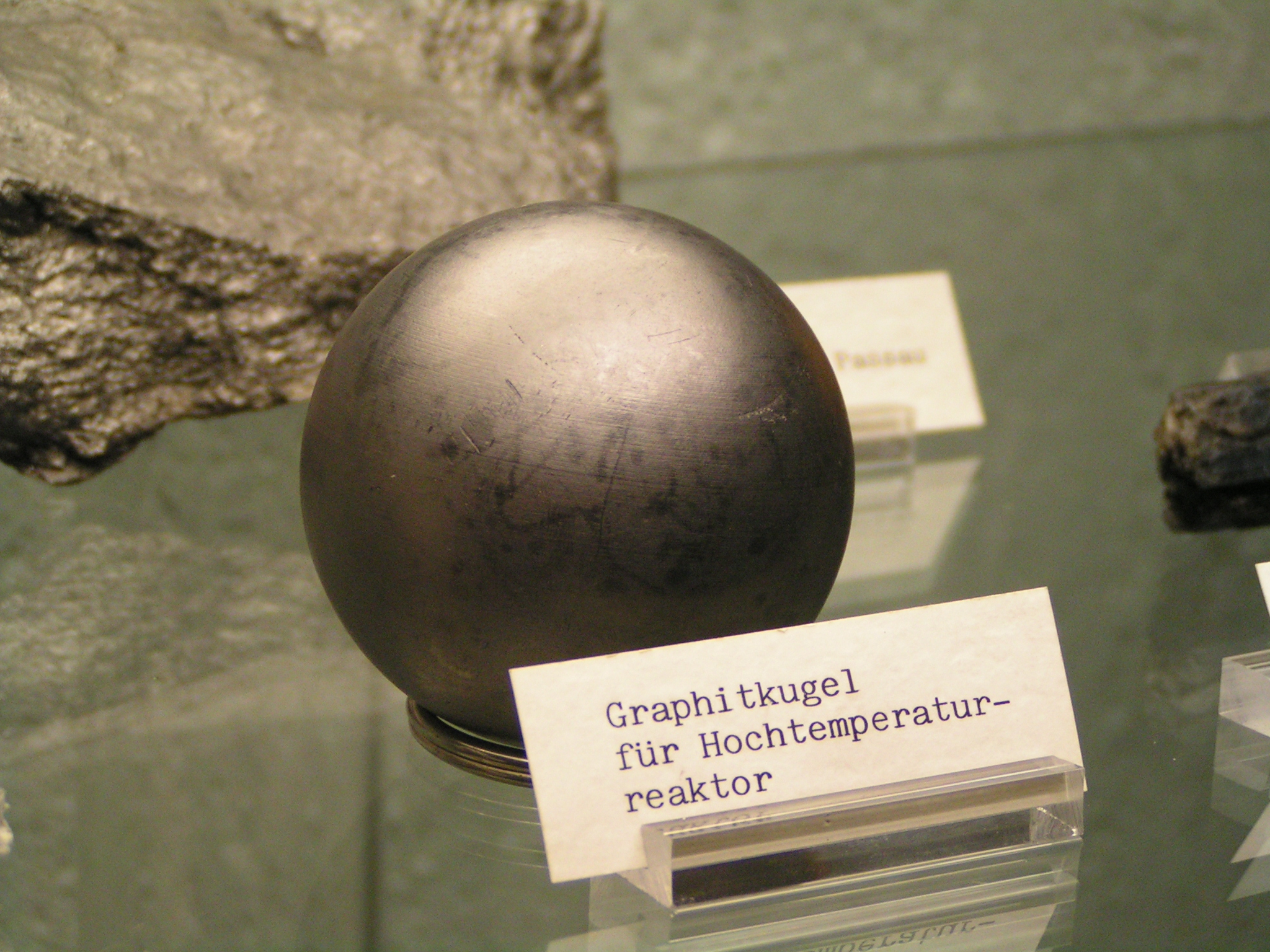
원자로를 위한 페블.

페블베드 원자로(영어: Pebble Bed Reactor, PBR)는 6가지 4세대 원자로중 하나인 고온가스로로, 흑연을 감속재로 사용하고 가스를 사용해 냉각을 하는 원자로이다. 페블베드 원자로는 페블이라고 부르는 구형의 물질을 연료로 사용한다. 페블은 감속재 역할을 하는 열분해된 흑연으로 이루어져 있으며, 수천 개의 마이크로 연료 분자인 TRISO분자들을 포함하고 있다. 이 TRISO분자들은 탄화 규소의 세라믹층에 U-235와 같은 핵분열 물질들을 입힌 것으로 구성되어있다. 페블베드 원자로 노심은 수천 개의 페블로 구성되어 있으며, 연료와 화학적 반응을 하지 않는 헬륨, 질소, 이산화탄소같은 가스를 통해 냉각된다.
페블베드 원자로의 구상은 1940년 Farrington Daniels에 의하여 처음으로 제안되었지만, 실제적인 개발은 1960년 독일의 Rudolf Schulten에 의한 AVR 원자로에서 이루어졌다. 하지만 원자로가 문제점에 시달리고 있는 것과 당시 독일의 정치적, 경제적 결정에 의하여 이 기술을 방치하도록 만들었으며, 이후 독일의 AVR 원자로는 남아프리카 공화국의 PBMR과 중국의 HTR-10에 라이선스되었고, 현재 이러한 디자인을 제외한 원자로는 가동되지 않고 있다. 매사추세츠 공과대학교, 캘리포니아 대학교 버클리, 미국의 제너럴 아토믹스, 독일의 기업인 아담스 아토믹 엔진, 그 외에 아이다호 국립 연구소가 페블베드 원자로의 다양한 디자인을 연구중이다.

## 같이 보기
- 핵연료